# Donald Hilvert

Donald Hilvert (1998)

Donald Michael Hilvert (* 1956 in Cincinnati, Ohio) ist ein US-amerikanischer Chemiker.

## Leben und Werk
Hilvert verbrachte nach seinem Bachelor 1978 an der Brown University ein Jahr an der ETH Zürich. Bei Ronald Breslow wurde er 1983 an der Columbia University mit der Arbeit Enzyme Mechanisms & Models. Part I. Evidence for the General-Base Mechanism in Carboxypeptidase A-catalyzed Reactions. Part II. Thiazolium-Cyclodextrins as Holoenzyme Mimics of Thiamin-dependent Enzymes zum Ph.D. promoviert. Als Post-Doktorand arbeitete er bei Emil Thomas Kaiser an der Rockefeller University. Dann wechselte er ans Scripps Research Institute, zuerst als Assistenzprofessor (1986–1989), dann als außerplanmäßiger Professor (1989–1993) und schließlich als Professor (1994–1997). 1995 erhielt er die Janet-and-W.-Keith-Kellog-II-Professur. Seit 1997 ist er Professor für Chemie an der ETH Zürich.
Hilvert forscht auf dem Gebiet der Organischen Chemie, besonders über Proteine, Enzyme und Abzyme. Mittels gerichteter Evolution entwickelt er künstliche Enzyme mit maßgeschneiderten katalytischen Eigenschaften. Einen alternativen Weg beschreitet er mit dem Abändern natürlicher Enzyme: Er modifiziert Seitenketten oder bringt zum Beispiel Selenocystein ins Molekül ein, um Enzyme mit neuen Redox- und hydrolytischen Eigenschaften zu kreieren. Außerdem untersucht er die katalytischen Eigenschaften monoklonaler Antikörper.

## Auszeichnungen
- 1991 Sloan Research Fellow
- 1992 Arthur C. Cope Scholar Award (American Chemical Society)
- 1993 Fellow der American Association for the Advancement of Science[5]
- 1994 Pfizer Award in Enzyme Chemistry
- 2009 Emil Thomas Kaiser Award (Protein Society)
- 2011 Doctor of Philosophy honoris causis (Universität Uppsala)
- 2016 Mitglied der American Academy of Arts and Sciences[6]